# Samangan
Samangan (nom uzbek que vol "Habitants de les Coves") és una ciutat del nord de l'Afganistan, capital de la província de Samangan. Inclou notables ruïnes antigues. És tanmateix la capital del districte d'Aybak, un dels set districtes de la província de Samangan. El nom més corrent de la ciutat és l'antic Aybak i de fet el canvi oficial a Samangan sembla mai s'ha concretat. Està poblada per hazares, uzbeks, tadjiks i paixtus.
A 16 km al nord s'han trobat objectes del baix Paleolític; a 23 km al nord hi ha els signes més antics d'ocupació humana al lloc conegut com "Les set Coves". Kara Kamar, a la rodalia fou el primer lloc paleolític excavat a l'Afganistan i abasta una època fins al 9500 aC. A 8 km al sud de Kara Kamar es troba Darra Kalon amb jaciments de l'Epipaleolític però després es produeix un buit entre aquesta data i el 3000 aC. D'aquesta darrera data es tornen a trobar objectes a Kush Tepe (Tape Follöl), que inclouen una mena vila formada per unes 200 coves habitades amb més d'una habitació en cadascuna a la vall de l'Hazar Som (algunes inclouen dibuixos i petroglifs datats vers el 100/300 dC) que se suposa que fou una estació de caravanes extinta al final de l'època kushana quan fou abandonada i només ocupada esporàdicament.
Fou ocupada altre cop en època islàmica entre el segle VII i el XIII per després quedar en mans dels nòmades sense ocupació permanent. Fou esmentada pel peregrí budista xinès Hsuan-Tsang (vers 630) amb el nom de Sih-min-Kien (Samangān), i pels primers geògrafs àrabs.
A dos km al sud-oest hi ha el lloc budista de Takt-i Rustam, dels segles IV/V, un monestir excavat a la roca amb una estopa al costat, únic a l'Afganistan (però n'hi ha uns quants similars a l'Índia).